# Gare de Grenoble
 (juin 2021).
La gare de Grenoble est une gare ferroviaire française située sur la commune de Grenoble, dans le département de l'Isère, en région Auvergne-Rhône-Alpes.
C'est une gare de la Société nationale des chemins de fer français (SNCF), desservie par des TGV inOui et une liaison Ouigo hivernale, mais également par des trains régionaux du réseau TER Auvergne-Rhône-Alpes.

## Situation ferroviaire
Établie à 212 mètres d'altitude, la gare de Grenoble est située au point kilométrique (PK) 130,538 de la ligne de Lyon-Perrache à Marseille-Saint-Charles (via Grenoble) entre les gares ouvertes de Saint-Egrève-Saint-Robert et Pont-de-Claix. Gare de bifurcation, elle est également l'origine de la ligne de Grenoble à Montmélian précédant alors la gare d'Échirolles.

## Histoire

### Origine
La volonté de développer le réseau  ferroviaire à Grenoble émerge en 1838 lorsque le gouvernement conçoit un projet de chemin de fer qui comporte une ligne de Lyon à Grenoble, embranchement de la grande ligne de Lyon à la Méditerranée. En 1845 le projet se concrétise avec une loi qui ordonne sa réalisation. Le projet tarde à se concrétiser car la première concession attribuée en 1846 à Paulin Talabot est abandonnée par l'entrepreneur, reprise par l'État en 1851, elle s'avère trop onéreuse à réaliser. Néanmoins le gouvernement impérial, convaincu de l'importance de cette ligne, conclut une concession avec le Duc de Valmy et consorts. Un décret du 7 mai 1853 confirme cette concession, à 99 ans, d'un embranchement assortie notamment d'une subvention de 7 MF pour un coût estimé de 32 MF. La Compagnie du chemin de fer de Saint-Rambert à Grenoble est officialisée le 18 février 1854. Le premier tronçon, long de 56 km, de Saint-Rambert-d'Albon à Rives est mis en service le 5 novembre 1856. Le tronçon suivant doit atteindre Grenoble, mais la ville étant une place forte, c'est l'autorité militaire et l'administration supérieure qui doivent décider de l'emplacement de la gare. En attente de la décision pour Grenoble, la compagnie met en service, le 10 juillet 1857, le tronçon de 33 km de Rives à Pique-Pierre ou elle installe une gare provisoire en bois à proximité du viaduc en construction sur l'Isère. Le 5 décembre la compagnie est renommée Compagnie des chemins de fer du Dauphiné.

### Gare de la Compagnie du Dauphiné
La gare de Grenoble est mise en service le 10 juillet 1858 par la Compagnie des chemins de fer du Dauphiné lorsqu'elle ouvre à l'exploitation le dernier tronçon de sa ligne, long de 3 km depuis le viaduc de Pique-Pierre mis également en service ce même jour.
En 1861, le 2 janvier voit la mise en service de la ligne de 7 km de Rives au Grand-Lemps, puis le 22 août suivant, c'est la mise en service de la ligne de 22 km de Bourgoin-Jallieu à Saint-André-le-Gaz, dernière section de la ligne de Lyon à Grenoble.

### Gare du PLM
En 1862, le PLM reprend la Chemins de fer du Dauphiné et le 14 juin de la même année, c'est la mise en service de la ligne de 16 km de Saint-André-le-Gaz à Châbons, par le PLM.
Le 9 mai 1864, mise en service de la ligne de 78 km de Valence-Ville à Moirans, par le PLM et le 15 septembre connait la mise en service de la ligne de 50 km de Grenoble à Montmélian, par le PLM.

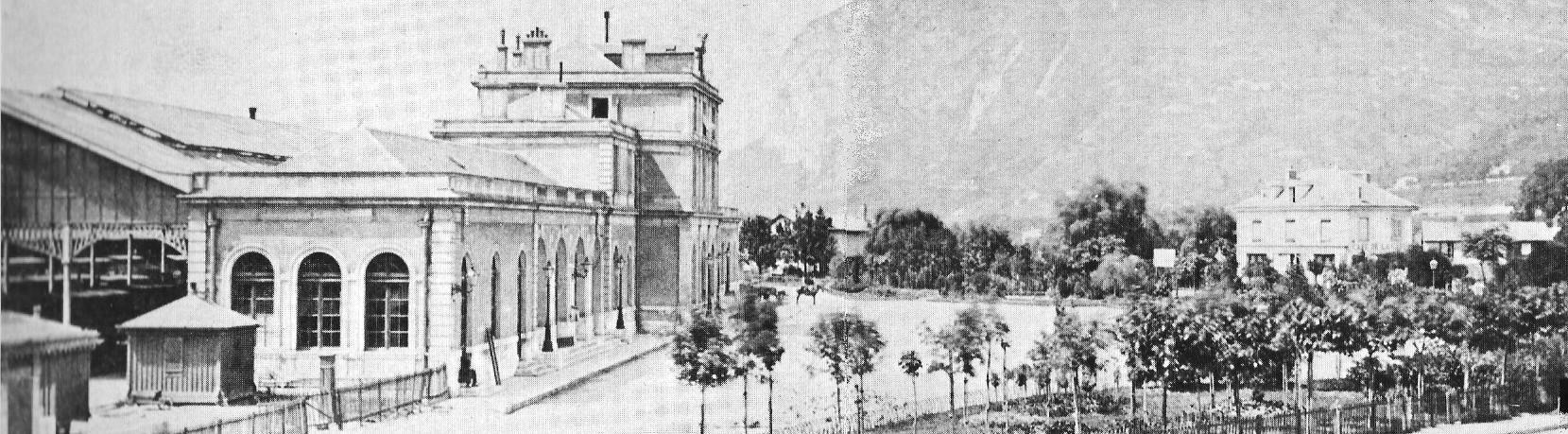
La gare PLM, en 1870.

Le 11 juillet 1878, mise en service de la section de ligne de 19 km de la bifurcation de Veynes (à Grenoble) à Vif, par le PLM et le 29 juillet 1878, ouverture complète de la ligne Grenoble – Gap, par le PLM.

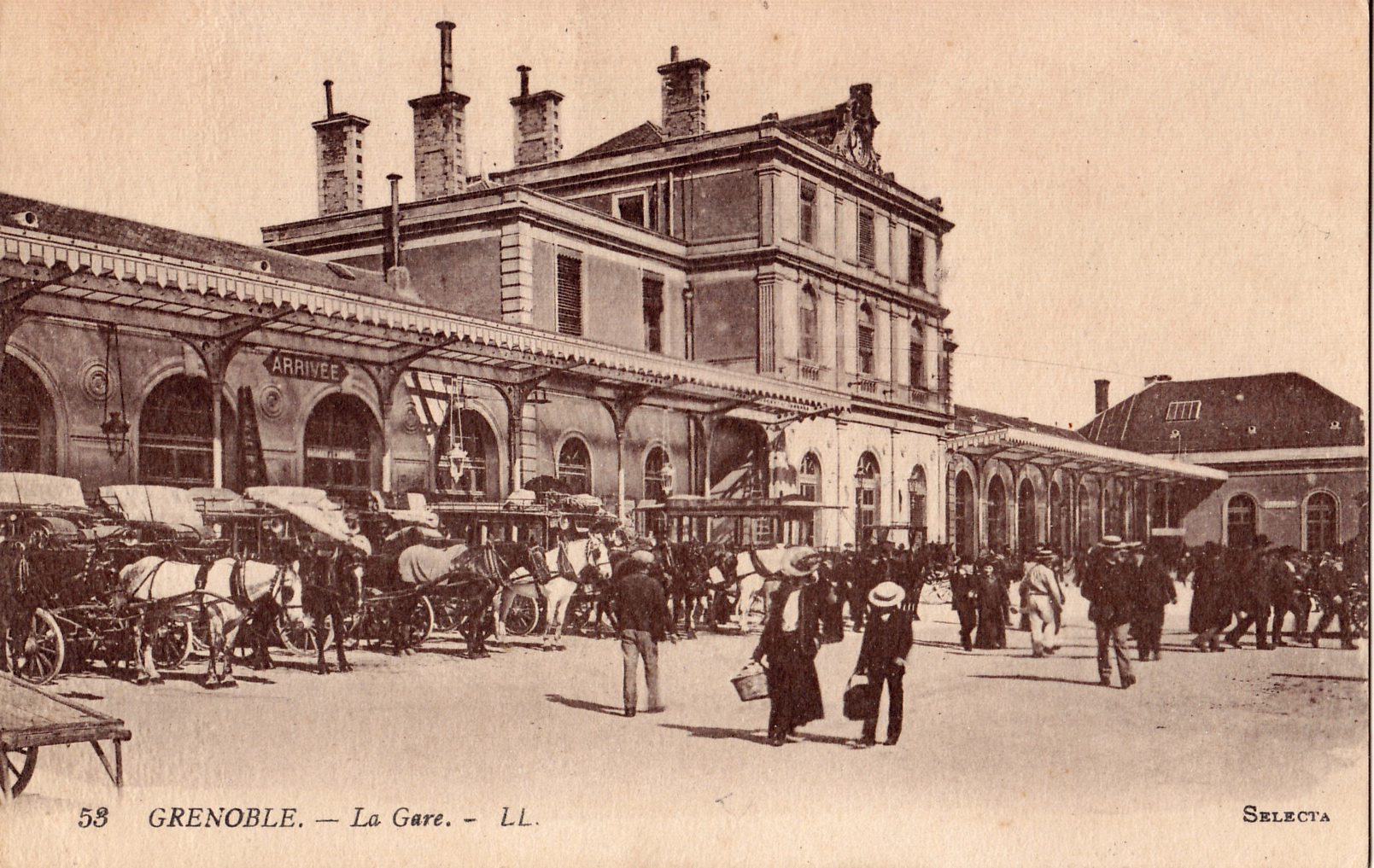
La gare PLM au tout début du XXe siècle, avec de nombreux fiacres qui attendent des voyageurs.

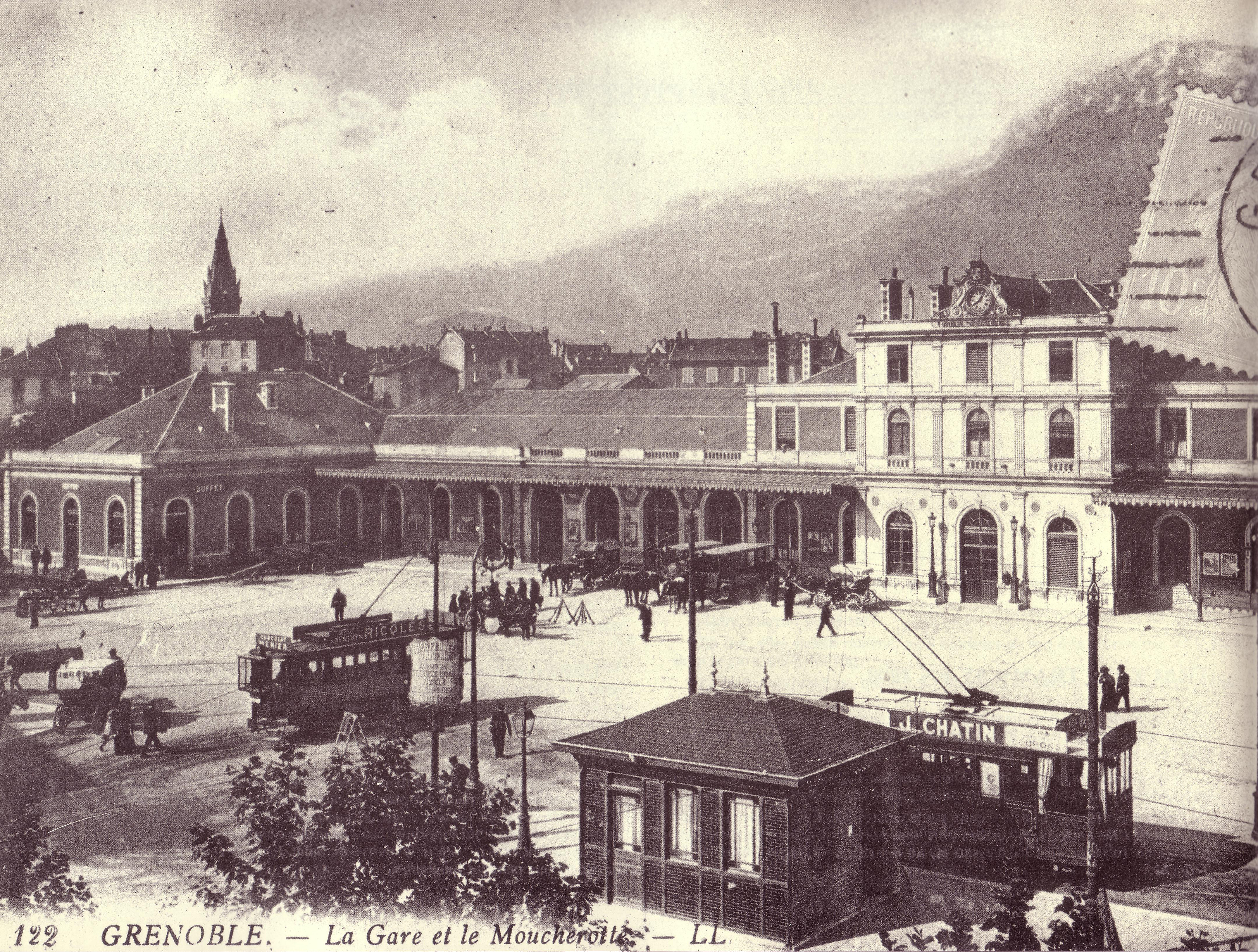
La gare, en 1901. Les correspondances s'effectuent avec le réseau de tramway SGTE et la ligne de tramway de Grenoble à Chapareillan.

Le 1er juillet 1935, mise en service du Centre autorails de Grenoble.
En 1935, un autorail ZZR « Micheline » de Michelin du PLM basé au Centre autorails de Grenoble, relie sans arrêt Grenoble à Lyon-Perrache en 1 h 5 min.

### Gare de la SNCF
En 1938, la SNCF (créée par décret en 1937) reprend le PLM.
En 1938, le Centre autorails de Grenoble reçoit sa première série d'autorails Decauville ZZ P 1 à 9 (transformés en 1952/1953, et renumérotés X 52000 en 1962), formant la série des autorails X 52000, pour la desserte de la ligne des Alpes.
Le 15 mai 1944, toutes les locomotives à vapeur 141 P no 1 à 15 font partie des effectifs du dépôt de Grenoble, avec des roulements sur Grenoble – Lyon.
En 1945, Le Centre autorails de Grenoble reçoit une seconde série d'autorails Decauville XDC 2101 à 2110 (renumérotés X 52101 à X 52110 en 1962) formant la série des X 52100. Les deux séries X 52000 et X 52100 assurent alors des services de Valence à Genève, de Lyon à Marseille-Saint-Charles via Veynes, de Grenoble à Briançon et de Chambéry à Bourg-Saint-Maurice ou à Modane.
En 1946, le dépôt de Grenoble reçoit ses premières locomotives à vapeur de type 141R.
En juin 1953, la relation estivale Grenoble – Digne, amorcée à Genève, est assurée avec des autorails X 52000 et X 52100.
Le 1er octobre 1955, création du train GC/CG « Le Catalan » Genève – Portbou via Grenoble, Avignon, Montpellier et Perpignan, relation assurée en RGP 2 quadricaisse (X 2700 + XR 7700 + XR 7700 + X 2700).
Le 10 juin 1959, les autorails panoramiques de la série X 4200, avec les X 4205 et X 4206, assurent pour la première fois la relation « Alpazur » Genève – Grenoble – Veynes - Dévoluy – Digne (et retour), par la ligne des Alpes.
Le 31 mai 1964, création du train rapide de 1re classe avec supplément GM/MG Le Rhodanien Genève – Marseille via Grenoble et Avignon, assuré en rame RGP1 ex-TEE de la série X 2770.
Le 10 octobre 1964, la mise en service de l'estacade de Grenoble permet de supprimer quatre passages à niveau importants de la ville. Cet ouvrage a été conçu spécialement pour l'électrification en prévoyant les emplacements des supports caténaires lors de sa construction. En 1985, cette perspective est mise à profit lors de l'électrification Lyon-Grenoble. La rampe, côté grands boulevards, a été étudiée afin de ne pas engager le gabarit 25 kV, sous le pont des boulevards, pourtant construit, au début de la Seconde Guerre mondiale.
Le 10 juin 1967, mise en service du nouveau poste PRS de Grenoble (côté nord) et doté d'un poste de contrôle optique (PCO). La reconstruction totale de la gare actuelle est préférée à la modernisation de l'ancienne qui est simplement démolie pour pallier le grand manque de capacité que génèrent les Xèmes Jeux Olympiques d'hiver de Grenoble 1968.
Le 28 octobre 1967, inauguration par l'autorail panoramique X 4204 (série X 4200) du contournement sud de Grenoble, d'une longueur de 8 km, supprimant les passages à niveau du sud de la ville. Ce contournement a été finalement retenu. Un autre projet prévoyait le maintien du tronçon d'origine, toujours à double voie, mais en tranchée, à la place des passages à niveau. Le contournement a été conçu pour les caténaires 25 kV.
Du 6 au 18 Février 1968, les Xes Jeux olympiques d'hiver à Grenoble nécessitent le renforcement de l'offre ferroviaire avec le renfort de locomotives A1A A1A 68500 du dépôt de Chalindrey et de BB 67300 des dépôts de Strasbourg et de Nîmes. On note la circulation de nombreux trains supplémentaires, dont des trains directs Dortmund – Grenoble via Strasbourg et Chambéry. Mise en service d'une nouvelle gare à Grenoble et d'une autre baptisée Grenoble-Olympique (provisoirement à cette occasion, au sud d'Alpexpo, sur le contournement ferroviaire de Grenoble ; après les Jeux, les voies secondaires sont démontées, seuls subsistent les quais principaux).
Le 31 mai 1969, dernier jour de circulation du train GC/CG « Le Catalan » Genève – Cerbère via Chambéry et Grenoble. Le 1er juin 1969, création du Trans-Europ-Express (TEE) « Catalan-Talgo » relie Genève à Barcelone en passant par Chambéry et Grenoble.
Le 22 mai 1971, dernier jour de circulation de l'autorail rapide de 1re classe avec supplément GM/MG « Le Rhodanien » reliant Genève à Marseille via Grenoble et Avignon, assuré en RGP1 ex-TEE X 2770 du dépôt de Marseille-Blancarde et remplacé le lendemain par un train classique offrant les deux classes.
En 1972, on compte 12 allers-retours quotidiens entre Grenoble et Genève.
Le 1er octobre 1972, mise en service des autorails X 4500 sur Valence – Grenoble – Chambéry – Genève.
Le 10 janvier 1973, dernière circulation régulière en traction à vapeur avec un train de marchandises de Grenoble à Lyon Guillotière, tracté par la locomotive à vapeur 141 R 1187 du dépôt de Vénissieux. Le 10 juin 1973, dernière circulation des autorails Decauville du Centre autorails de Grenoble avec un aller-retour Grenoble – Vif effectué par les autorails X 52006 et X 52103 encadrant deux remorques d'autorails unifiées Decauville. L'autorail X 52103, représente la première génération d'autorails diesel-électriques de France au Musée français du chemin de fer à Mulhouse.
Le 6 mai 1975 des turbotrains ETG entre Grenoble et Lyon-Perrache sont mis en service. Le 28 septembre 1975, le train TEE « Catalan-Talgo » Genève – Barcelone transite via Lyon au lieu de Grenoble. Le même jour, des turbotrains ETG sur Valence – Grenoble – Chambéry – Genève sont mis en service. Le succès est tel qu'il faut rapidement faire circuler deux rames accouplées pour faire face à la demande.
Le 1er octobre 1978, 01/10/1978, festivités du centenaire de la ligne des Alpes avec un train spécial Grenoble – Veynes – Grenoble tracté par la locomotive diesel CC 72084 (série CC 72000) pavoisée.
En 1979, les turbotrains ETG en provenance de Valence et Grenoble doivent être limités en gare de Pontcharra par suite de l'affaissement du pont ferroviaire de Montmélian sur l'Isère qui ne peut être remplacé qu'en juillet 1980 par un pont provisoire du génie militaire dans l'attente de la construction d'un nouvel ouvrage. Sur le nouveau pont définitif, des emplacements pour de futurs poteaux caténaires sont prévus.

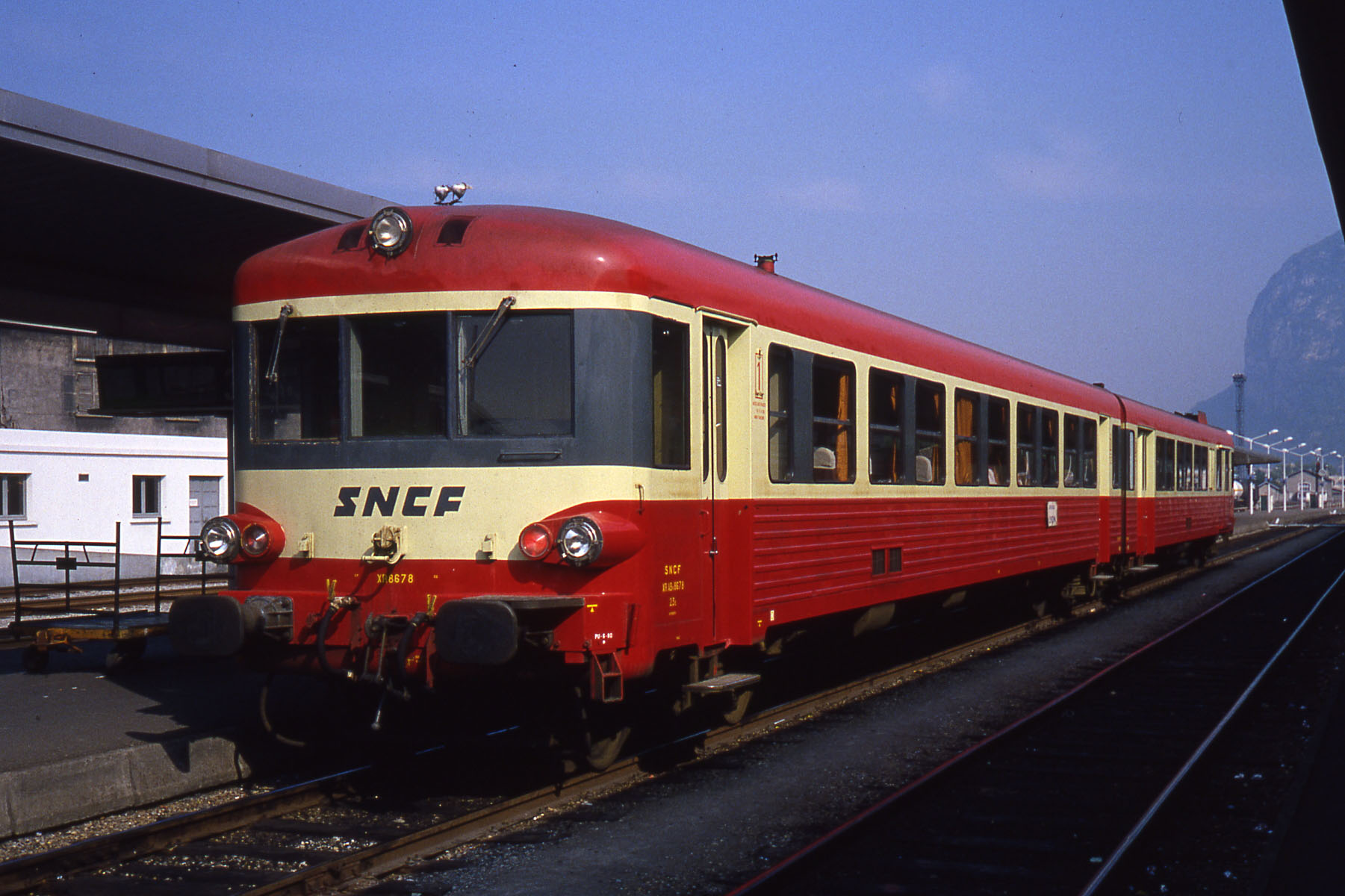
Une Caravelle, en 1981.

Le 23 mai 1982, le train « Catalan-Talgo » Genève – Barcelone perd sa qualité de TEE et est transformé en EC qui comporte les deux classes, tout en repassant par Chambéry et Grenoble. Création du train IC 5642/3 qui reprend le nom « Le Rhodanien », Genève – Marseille via Chambéry, Grenoble, Valence et Avignon.
Le 13 juin 1983, la plupart des trains Grenoble – Lyon arrivent désormais dans la nouvelle gare de Lyon Part-Dieu. Des turbotrains RTG viennent renforcer les turbotrains ETG sur Grenoble – Lyon Part-Dieu.
Le 28 février 1985, la ligne reliant Lyon depuis Grenoble adopte l'électrification en courant 25 kV 50 Hz. En mars de la même année, le premier TGV commercial Paris - Grenoble est mis en service. À la rentrée de septembre 1985, les dessertes sur la ligne Grenoble - Rives (Isère) sont mises en service. Le Conseil général de l'Isère fait l'acquisition d'une rame RRR4.
Le 29 décembre 1988, création du Comité pour un TGV France-Italie qui deviendra l'Association Européenne pour le Développement du Transport Ferroviaire (AEDTF), avec installation de son siège européen à Grenoble.
Septembre 1991 : mise en service de l'électrification en courant 25 kV – 50 Hz de la section de ligne de Grenoble à Gières, par le conseil général de l'Isère, afin de prolonger quelques trains périurbains Rives – Grenoble.
En 1993, dernières circulations des turbotrains ETG et RTG, sur Grenoble – Lyon Part-Dieu.
Le 24 septembre 1994, dernier jour de circulation de l'EC « Catalan-Talgo » Genève – Barcelone via Grenoble.
Le 29 septembre 1996, la gare de Gières-Campus est rebaptisée Grenoble-Universités-Gières pour devenir à partir de ce jour la seconde gare de l'agglomération grenobloise. Elle soulage la gare principale de Grenoble, en permettant un accès direct au domaine universitaire et au CHU de La Tronche. Création du train diurne quotidien no 5604/5 Évian-les-Bains – Valence via Annecy, Chambéry et Grenoble (et retour). Mise en service d'un TGV direct Grenoble (5 h) – Bruxelles (11 h 2) et retour Bruxelles (15 h 26) – Grenoble (22 h 14), avec desserte de Lyon-Part-Dieu et de Lille-Europe (reconduite le 28 septembre 1997, puis supprimée ultérieurement).
En 1999, le train nocturne « Rhône-Océan » Lyon – Nantes est amorcé à Grenoble les fins de semaine. C'est une Sybic qui le tracte entre Lyon-Perrache (après rebroussement) et Grenoble.

### XXIesiècle

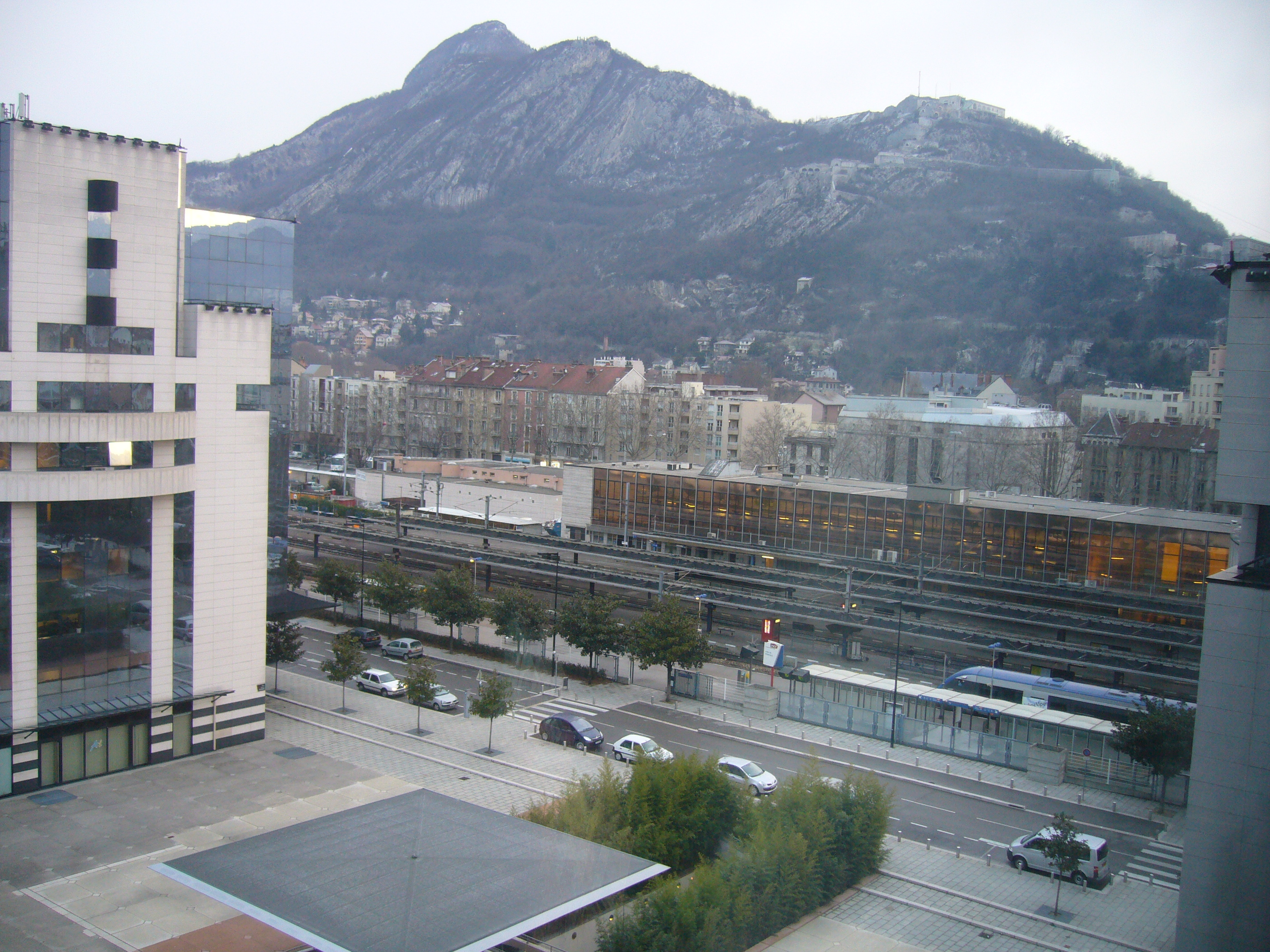
La gare en 2006, vue depuis le toit du d'Europole.

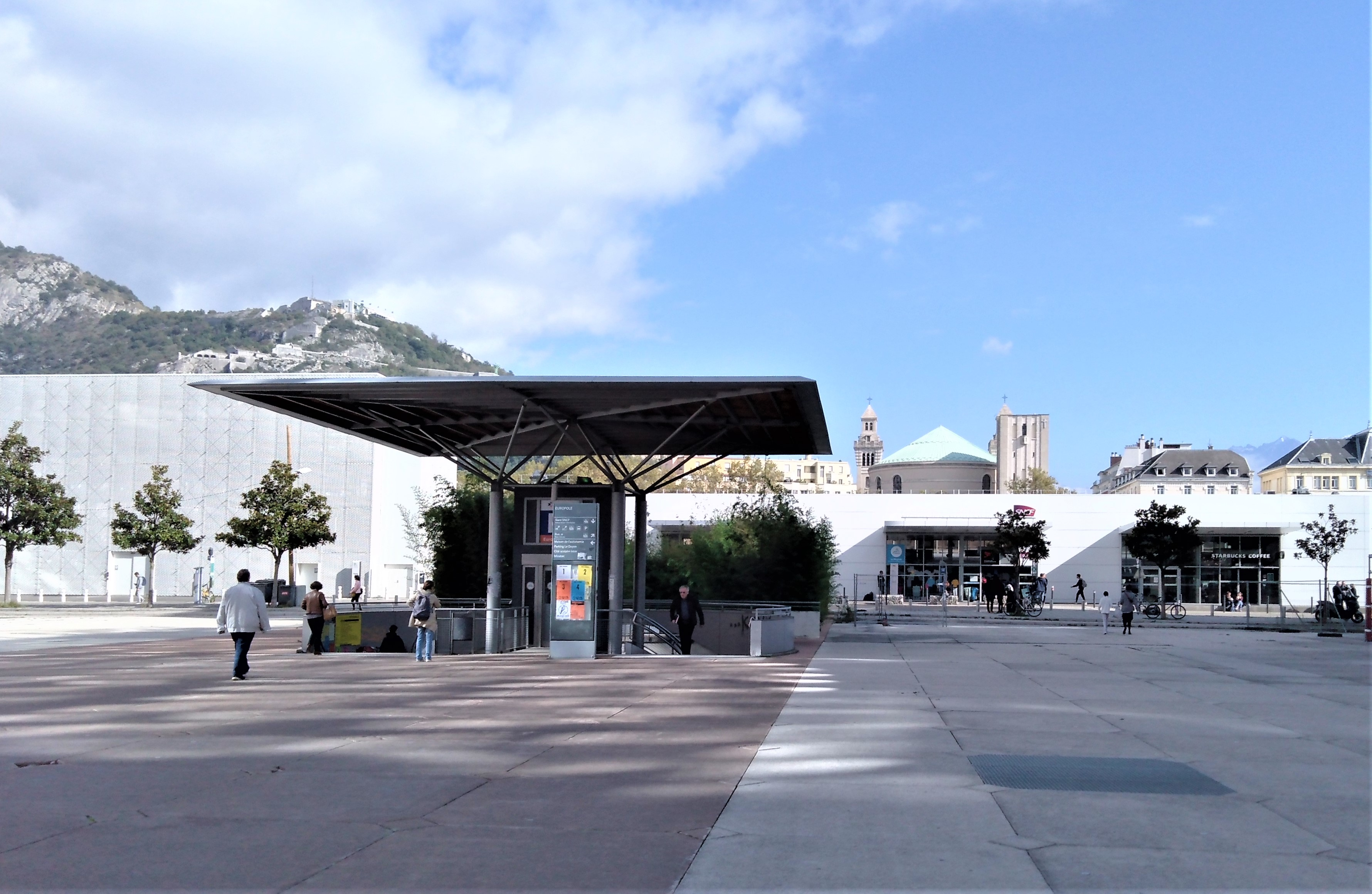
Entrée de la gare, côté Europole.

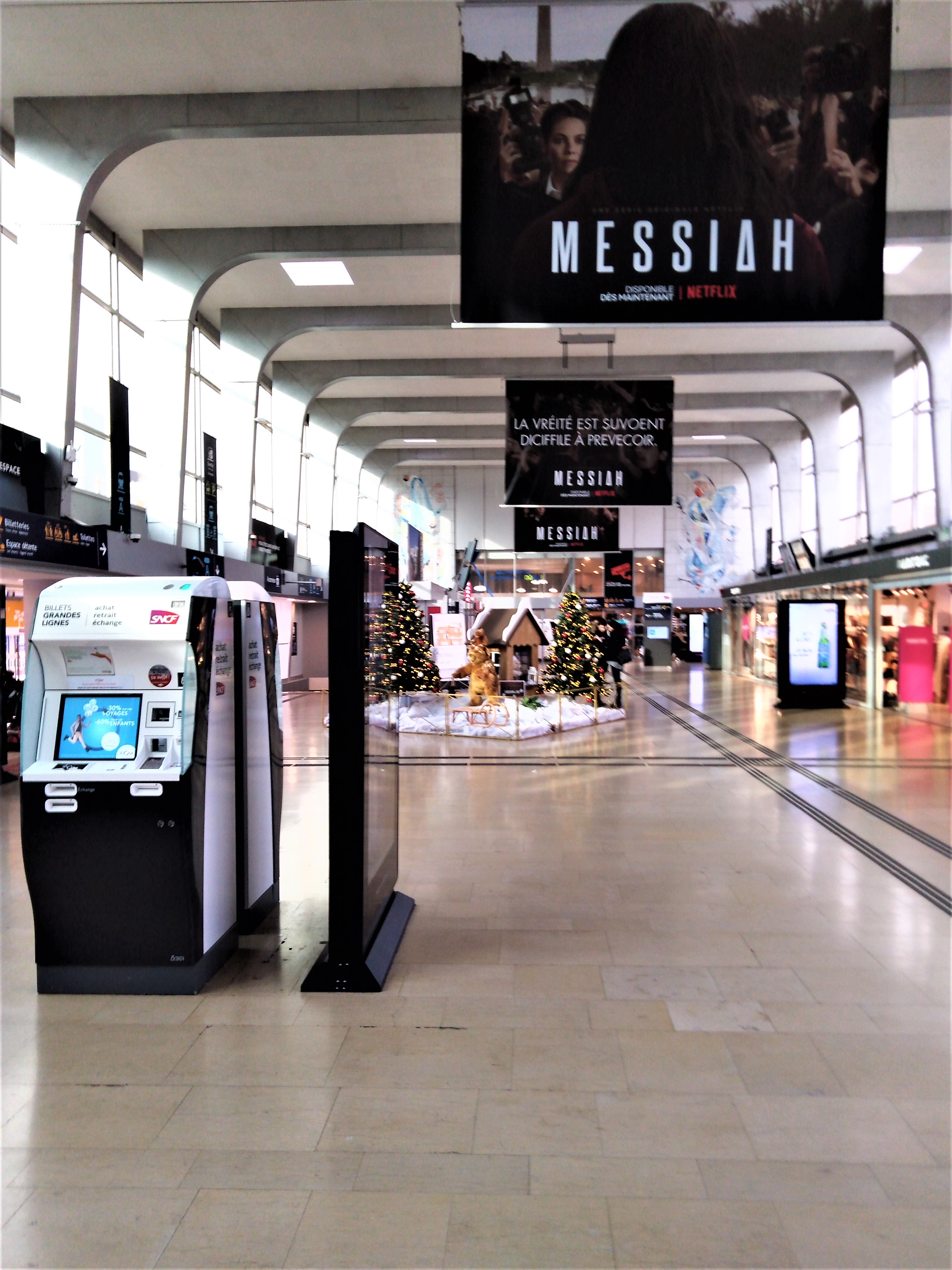
Le hall, vu après la rénovation des années 2010.

Le 12 août 2003, la locomotive diesel CC 72059 tracte le train 4490/1 Le Ventadour Bordeaux – Grenoble via Clermont-Ferrand et Lyon.
Le 30 août 2004, ouverture de la halte d'Échirolles.
Le 12 décembre 2005, réouverture de la gare de Lancey, fermée en été 1996.
Le 8 décembre 2007, dernière circulation du train diurne quotidien Évian-les-Bains – Valence via Annecy, Chambéry et Grenoble (et retour) et du train diurne Grenoble – Avignon.
Le 9 décembre 2007, mise en service de l'horaire cadencé par la Région Rhône-Alpes avec renforcement de l'offre sur Grenoble – Lyon et Valence-Ville – Grenoble – Annecy. La création de la 3e voie en gare de Gières permet de prolonger la quasi-totalité des trains Rives – Grenoble sur la gare de Gières, soulageant ainsi la gare de Grenoble qui était saturée et offrant un accès direct à l'université pour les étudiants.
Le 14 décembre 2008, mise en service de l'horaire cadencé sur Grenoble – Veynes – Gap et création de correspondances à Veynes pour Sisteron, Aix-en-Provence et Marseille.
Le 25 mai 2009, voyage de présentation à la Presse des nouveaux automoteurs bimode-bicourant B 82500 entre Chambéry et Grenoble.
En septembre 2009, mise en service progressive des B 82500 en remplacement des X 72500 sur la ligne du Sillon Alpin, Valence – Grenoble – Chambéry – Annecy / Genève.
À partir du 12 décembre 2010, les trains Valence – Grenoble – Chambéry – Annecy / Genève sont partiellement dématérialisés en Valence – Grenoble – Chambéry – Annecy et Grenoble – Chambéry – Genève.[Quoi ?] On note également l'apparition des « Bi-Bi » (B 82500) sur la relation Grenoble – Veynes – Gap – Briançon en période de pointe hebdomadaire.
En septembre 2011, un aller-retour Valence – Grenoble – Chambéry – Annecy / Genève est remis en place.
En décembre 2013, électrification en courant 25 kV – 50 Hz des sections de ligne Moirans – Romans et Gières – Montmélian. Mise en service de TGV entre Annecy et Marseille-Saint-Charles via Grenoble (3 A/R le week-end ; supprimés en novembre 2018). Suppression de l'aller-retour hebdomadaire Grenoble – Nantes par TGV.
Depuis le 2 mai 2016, avec la disponibilité de matériel électrique suffisante, tous les trains entre Chambéry et Saint-Marcellin sont assurés par des Z 24500 et la locomotive BB 67351 du technicentre (dépôt) de Chambéry a assuré avant sa radiation, en août 2016, un ultime train à cette série de locomotives[réf. souhaitée]. Depuis, la gare de Grenoble n'est desservie que par des trains purement électriques, à l'exception des autorails X 73500 allant sur la ligne des Alpes, ainsi que les BB 75000, uniques locomotives diesel tractant des trains de produits chimiques des usines de Le Pont-de-Claix et de Jarrie, ayant totalement remplacé les BB 67000 qui assuraient auparavant cette tâche.
À l'été 2019, un train Intercités 100 % Éco, reliant Grenoble à Paris-Bercy via Lyon, est mis en place. Toutefois, il est supprimé en décembre 2020, en même temps que les autres liaisons de ce réseau.
Pour l'hiver 2020, une liaison Ouigo est mise en place ; elle relie l'aéroport de Paris-Charles-de-Gaulle (desserte reportée à Paris-Gare-de-Lyon à partir de l'hiver 2022) à Bourg-Saint-Maurice en passant par Grenoble.

#### Travaux de modernisation de 2014 à 2017
Après une période de concertation publique, le chantier de modernisation de la gare SNCF de Grenoble, ainsi que la construction d'une nouvelle gare routière, ont été lancés dès l'été 2014. Ces travaux comprennent un prolongement du passage souterrain sud, une nouvelle entrée de gare côté Europole vers la place Robert-Schuman et la Rue Pierre-Semard, une nouvelle zone d'accueil pour les taxis, une refonte du hall de vente et de l'espace billetterie, une nouvelle gare routière de vingt quais disposant de son propre bâtiment, dont le rez-de-chaussée sert d'espace d'attente des voyageurs et l'étage est affecté à l'exploitation et aux conducteurs.
La gare comprend également deux silos à vélos d'une capacité totale de 2 000 places en consigne automatique, conçus par Altinnova, et réalisés sur quatre niveaux accessibles par ascenseurs et une rampe de circulation. Ce système, unique en France, constitue son plus important parc de stationnement gratuit de vélos.
À cette occasion est également créée une maison du vélo de 300 m2 accueillant une agence métrovélo, le service de location et de consigne de vélos de Grenoble-Alpes Métropole, ainsi que quatre nouveaux commerces, des espaces végétalisés et des espaces parkings réaménagés.
Après 32 mois de travaux, l'ensemble du pôle gare est inauguré le 14 février 2017 en présence du directeur de Gares & Connexions de la SNCF,.

## Fréquentation
De 2015 à 2023, selon les estimations de la SNCF, la fréquentation annuelle de la gare s'élève aux nombres indiqués dans le tableau ci-dessous.
| Année                      | 2015       | 2016       | 2017       | 2018       | 2019       | 2020      | 2021      | 2022       | 2023       |
| -------------------------- | ---------- | ---------- | ---------- | ---------- | ---------- | --------- | --------- | ---------- | ---------- |
| Voyageurs                  | 7 549 493  | 7 237 980  | 7 674 268  | 7 057 612  | 7 796 571  | 4 781 532 | 6 150 709 | 7 993 812  | 8 121 338  |
| Voyageurs et non voyageurs | 10 872 829 | 10 424 187 | 11 052 531 | 10 164 418 | 11 228 672 | 6 886 394 | 8 858 291 | 11 512 740 | 11 696 404 |

## Service des voyageurs

### Accueil

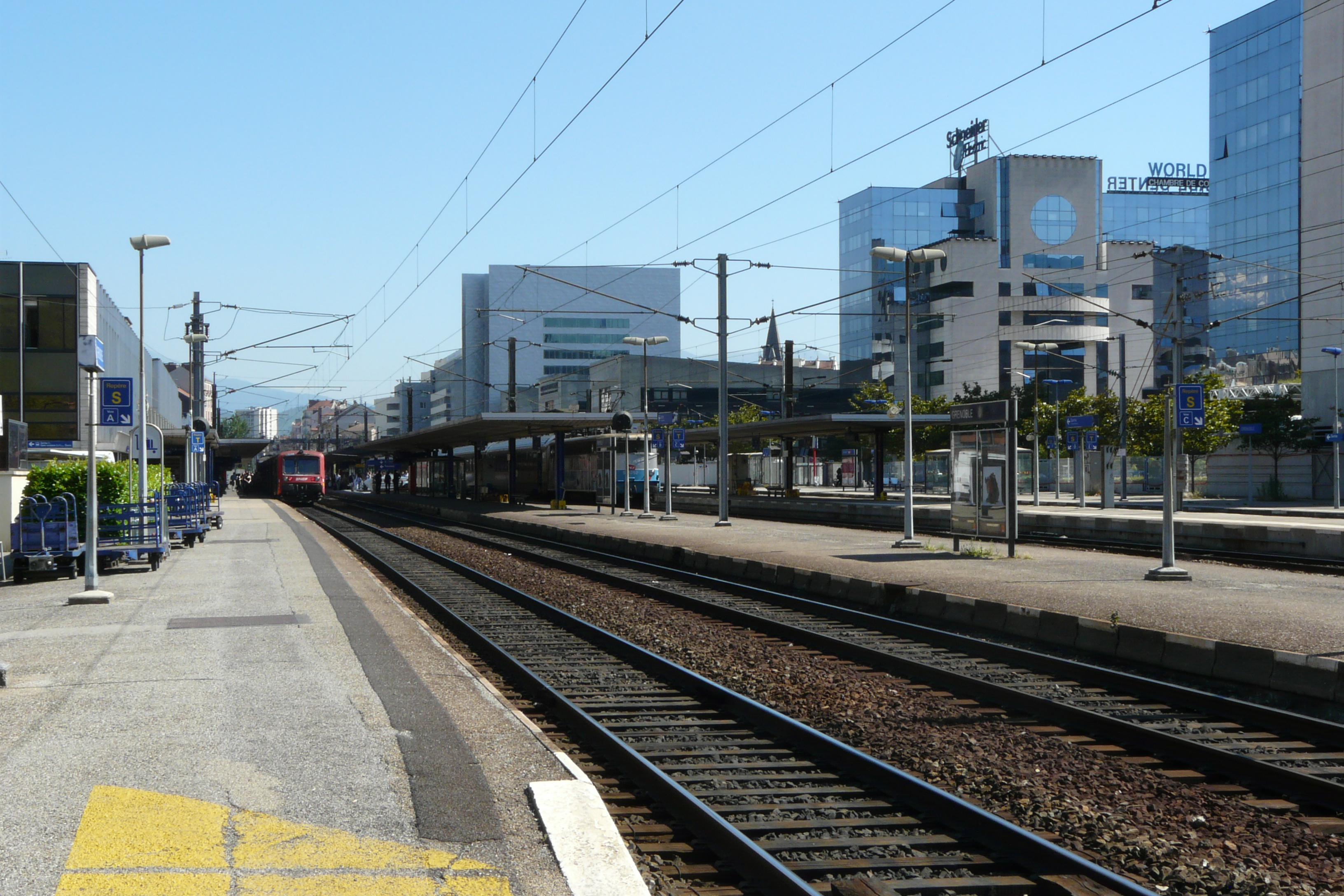
Les quais, avant la rénovation de 2016.

La gare possède deux bâtiments d'accueil. L'édifice principal est situé, côté est, vers le centre-ville de Grenoble. Il comprend notamment une billetterie automatique, les différents services d'informations des voyageurs, des salles d'attente et divers commerces (presse, restauration et divers). Un second édifice est situé côté ouest, vers le secteur Europole et le palais de justice. Il comprend une billetterie automatique, une salle d'attente, un service de restauration et un piano de gare.

### Desserte
Reliée par le TGV inOui à Paris en 2 h 55 min, la gare de Grenoble est surtout un important nœud ferroviaire régional, au croisement des trois branches de l'« Y grenoblois », en provenance de Lyon-Part-Dieu et de Valence-Ville (branche Nord-ouest), de Chambéry - Challes-les-Eaux (branche Nord-est) et de Gap (branche Sud).
En tout, l'agglomération grenobloise compte sept autres gares, en l'occurrence celles d'Échirolles, de Grenoble-Universités-Gières, de Jarrie - Vizille, de Pont-de-Claix, de Saint-Égrève-Saint-Robert, de Saint-Georges-de-Commiers et de Vif.

#### TGV inOui

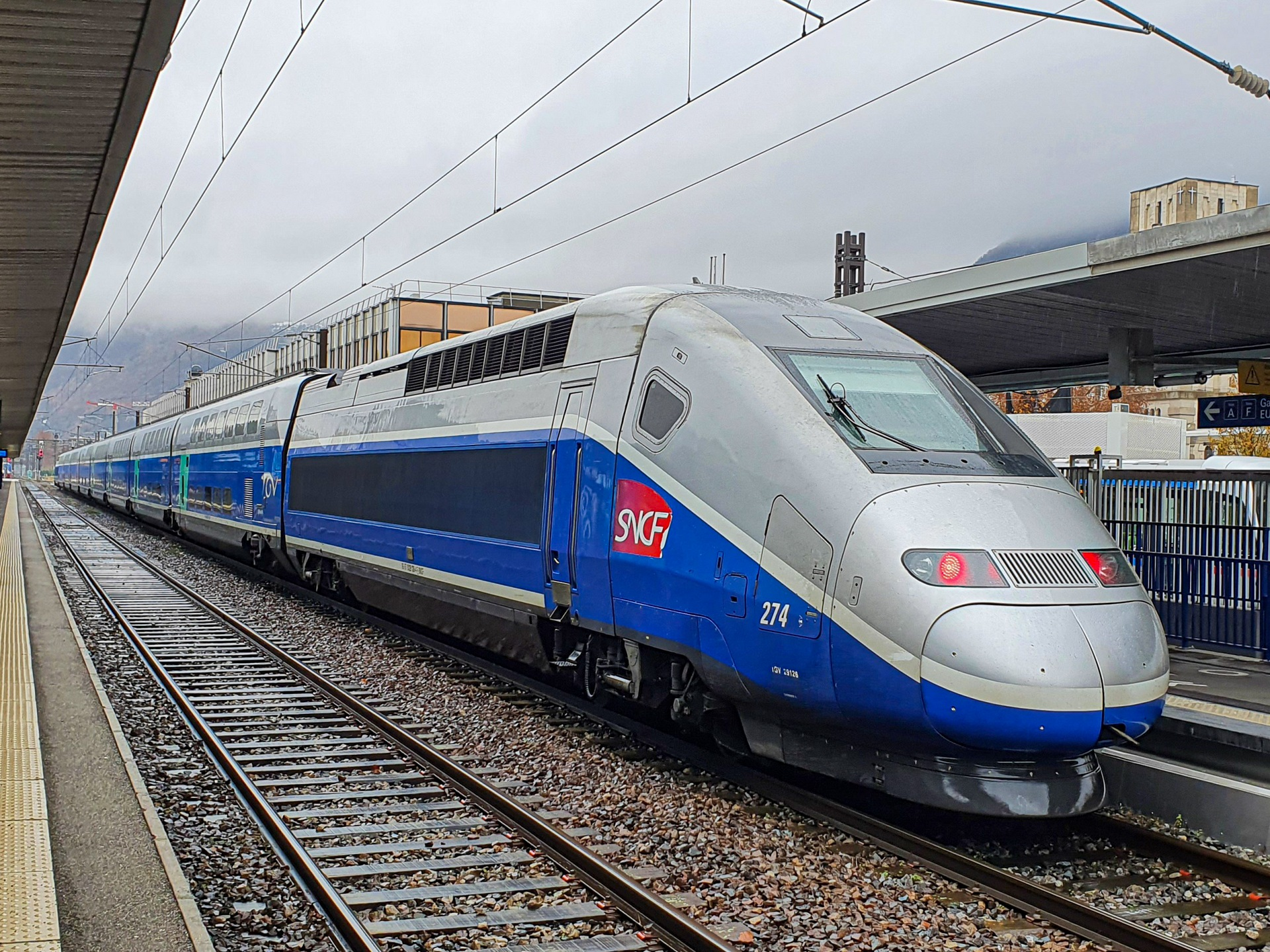
Une rame TGV Duplex.

La liaison par TGV inOui desservant cette gare est Grenoble ↔ Lyon-Saint-Exupéry ↔ Paris-Gare-de-Lyon (une dizaine d'A/R par jour).

#### Ouigo
En période hivernale (de décembre à mars), un train Ouigo effectue quotidiennement l'aller-retour entre Paris-Gare-de-Lyon et Bourg-Saint-Maurice, via Grenoble.

#### TER

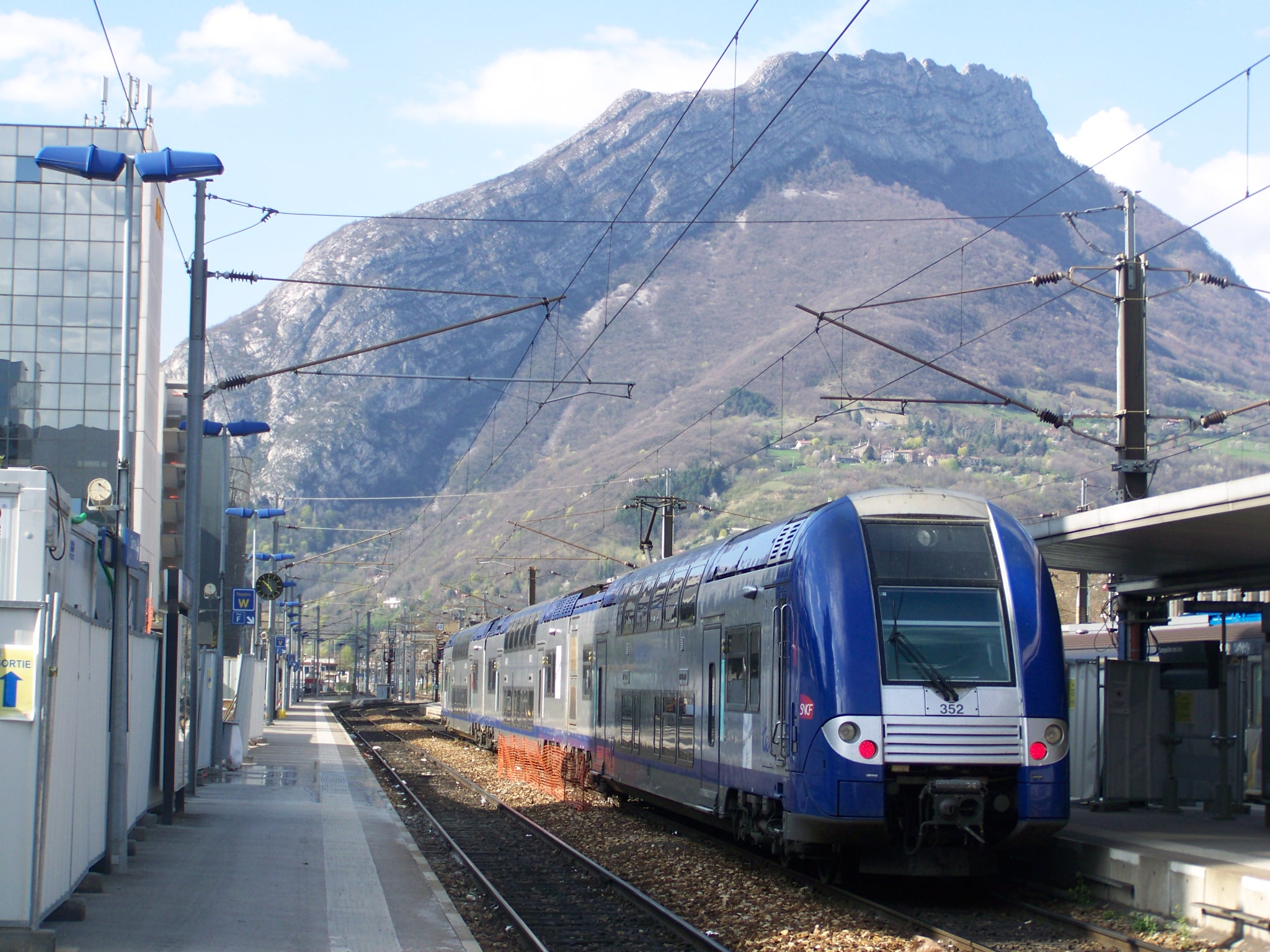
Un TER pour Rives attend son départ.

Les liaisons régionales (réseau TER Auvergne-Rhône-Alpes) desservant Grenoble sont :
- Grenoble ↔ Lyon-Part-Dieu ;
- Grenoble-Universités-Gières ↔ Grenoble ↔ Rives / Saint-André-le-Gaz ;
- Valence-Ville ↔ Grenoble ↔ Chambéry ↔ Aix-les-Bains ↔ Genève-Cornavin (CFF) ;
- Valence-Ville ↔ Grenoble ↔ Chambéry ↔ Aix-les-Bains ↔ Annecy ;
- Saint-Marcellin ↔ Grenoble ↔ Chambéry ;
- Grenoble ↔ Clelles - Mens ;
- Grenoble ↔ Veynes - Dévoluy / Gap ;
- Avignon-Centre ↔ Valence-Ville ↔ Grenoble (circule les vendredis soir avec retour les dimanches soir).

La ligne des Alpes, qui relie Grenoble à Veynes - Dévoluy et Gap, permet des correspondances en gare de Veynes pour Briançon, Sisteron, Manosque, Aix-en-Provence et Marseille.

### Intermodalité
Vous pouvez aider à l'améliorer ou bien discuter des problèmes sur sa page de discussion.
- Il ne cite pas suffisamment ses sources. Vous pouvez indiquer les passages à sourcer avec {{référence nécessaire}} ou {{Référence souhaitée}}, et inclure les références utiles en les liant aux notes de bas de page. (Marqué depuis octobre 2024)
- Son texte doit être wikifié : il ne correspond pas à la mise en forme Wikipédia (style, typographie, liens internes, liens entre les wikis, etc.). (Marqué depuis octobre 2024)
- Il est à actualiser. Certains passages sont obsolètes ou annoncent des événements désormais passés. (Marqué depuis octobre 2024)

- Archive Wikiwix
- Bing
- Cairn
- DuckDuckGo
- E. Universalis
- Gallica
- Google
- G. Books
- G. News
- G. Scholar
- Persée
- Qwant
- (zh) Baidu
- (ru) Yandex
- (wd) trouver des œuvres sur Wikidata

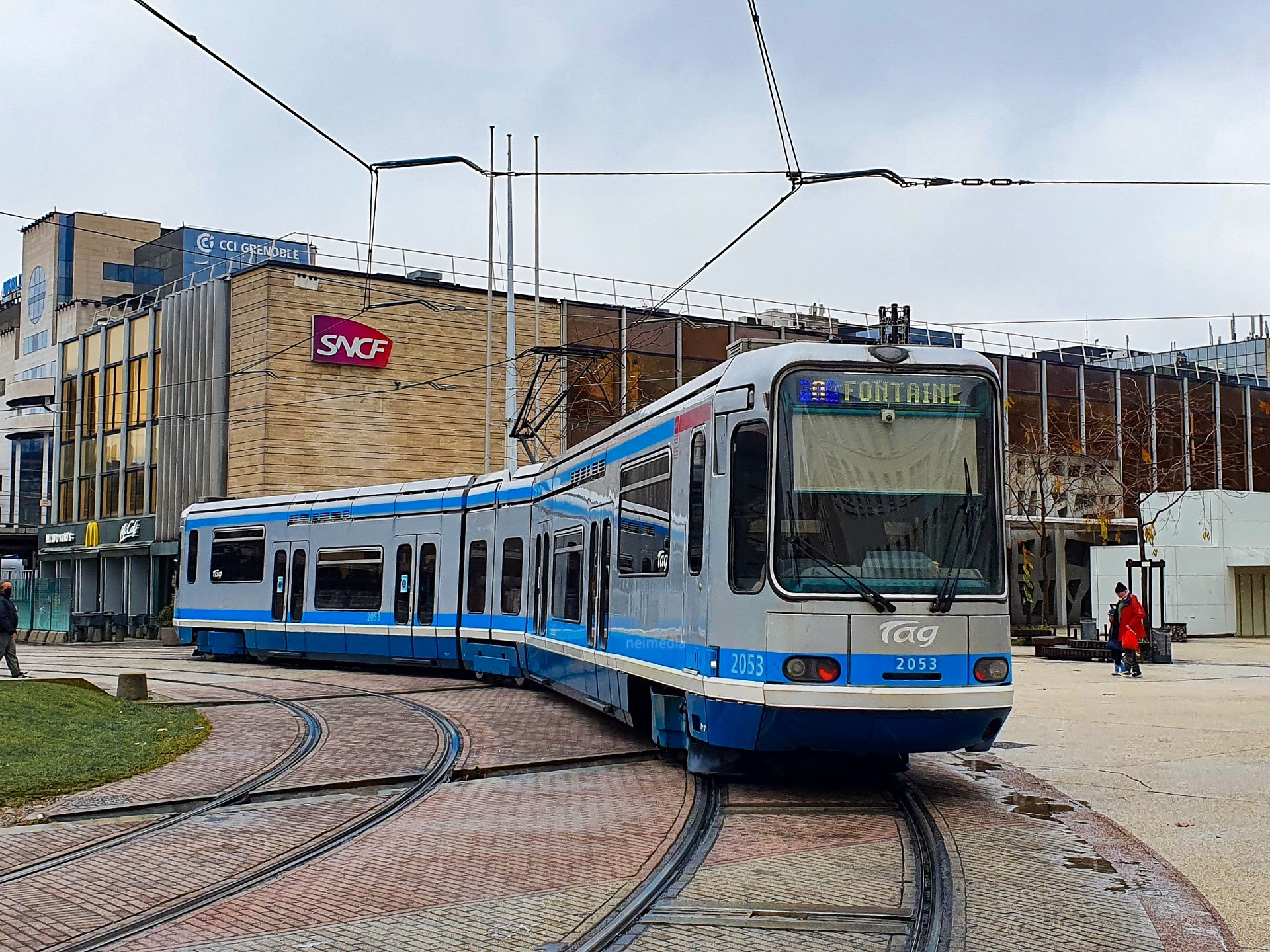
Le tramway, devant la gare.

Réseau TAG (station et arrêts « Gares ») : lignes de tramway A, B et D ainsi que des lignes de bus C1 et 26 et enfin, la ligne de bus C5 à l'arrêt Palais de Justice - Gare.
Gare routière :
- Réseaux Cars Région Express et Cars Région Isère, lignes hivernales Transaltitude vers les stations de ski ;
- Lignes express régionales Zou ! 52 (Digne-les-Bains ↔ Grenoble) et 55 (Briançon ↔ Grenoble) ;
- Actibus : Aéroport Grenoble-Isère ↔ Grenoble ;
- BlaBlaCar Bus : Aéroport Lyon Saint-Exupéry ↔ Grenoble ;
- Aérocars : Aéroport de Genève ↔ Chambéry ↔ Grenoble.

## Centre Autorails
Grenoble possédait un Centre Autorails qui a, depuis 1972, été transformé en dépôt relais de Chambéry.  Le Centre Autorails se voyait également condamné par l'arrivée des X 2800 basés à Lyon-Vaise.

### Historique
Créé le 01/07/1935, par le PLM, il hébergea des autorails Michelin, Decauville et Berliet. Il ferma en 1973 avec la radiation des autorails Decauville X 52000 et X 52100 qui ont effectué toute leur carrière à Grenoble. Aujourd'hui, ses installations servent de dépôt relais et d'entretien pour les engins moteurs de passage.

### Locomotives diesels
- BB 67300 du dépôt de Chambéry depuis 1978.
- CC 72000 des dépôts de Vénissieux (de novembre 1978 à 1990) puis de Nevers (de 1990 à 1996).
- BB 75000 du dépôt d'Avignon, en service actuellement pour le fret.

### Locomotives électriques
- BB 25200 du dépôt de Vénissieux (depuis 1985,à 2011).
- BB 25500/600 du dépôt de Vénissieux (de 1978 à 2007).
- BB 22200 des dépôts de Vénissieux ; Dijon et Chambéry en service actuellement.
- BB 26000 du dépôt de Dijon (sur le Metz – Grenoble uniquement jusqu'en 2007, et à nouveau sur quelques autres trains depuis 2009).

### Automotrices et automoteurs
- X 2800 du dépôt de Lyon-Vaise de 1978 à 2007.
- Turbotrains ETG du dépôt de Vénissieux, de 1978 à 1993.
- Turbotrains RTG du dépôt de Vénissieux, de 1985 à 1993.
- Z2 bicourants du dépôt de Vénissieux (transférées en Savoie).
- Z 23500 du dépôt de Vénissieux, en service actuellement.
- Z 24500 du dépôt de Vénissieux, en service actuellement.
- X 72500 du dépôt de Lyon-Vaise, de 1998 à 2009.
- X 73500 du dépôt de Lyon-Vaise, de 1999 à ce jour.
- B 82500, bimode-bicourant du dépôt de Lyon-Vaise, de 2009 à ce jour.

### Autorails
- ZZR 1 et 2 Michelin, dites Michelines, du dépôt de Grenoble, (jusqu'au 20/09/1935, puis transfert à Besançon).
- ZZP 1 à 9 Decauville du dépôt de Grenoble, transformés en 1953, ré-immatriculés en 1962 dans la série X 52000 (52001 à 52009) de 1936/1937 à 1973, sauf le 52009 radié à la suite d'un bombardement à Romans en 1945.
- BE 3000 Berliet du dépôt de Grenoble, en 1937 avec 2 exemplaires de la série BE 3001 à 3014.
- BE ZZDM autorails fourgons Berliet du dépôt de Grenoble, en 1937 avec les 4 exemplaires de la série BE ZZDM 101 à 104.
- XDC 2101 à 2109 Decauville du dépôt de Grenoble, ré-immatriculés en 1962 dans la série X 52100 (52101 à 52110) de 1945 à 1973, sauf l'X 2107 détruit par collision avec une locomotive à vapeur 242 T près de Veynes en 1946. L'autorail X 52103 du Centre Autorails de Grenoble est conservée au Musée français du chemin de fer à Mulhouse.
- X 2400 en 1955 à 1958 avec les X 2410, X 2414 et X 2445 du dépôt de Grenoble. Un quatrième autorail de cette série fut également muté à Grenoble de 1957 à 1958.
- X 2400 du dépôt de Lyon-Vaise de 1957 à 1963.
- X 2700 du dépôt de Lyon-Vaise de 1959 à 1973.
- X 2770 du dépôt de Lyon-Vaise de 1964 à 1973.
- X 2800 du dépôt de Lyon-Vaise de 1962 à 1973.
- X 4200 du dépôt de Marseille-Blancarde de 1959 à 1973.
- X 4300 du dépôt de Lyon-Vaise de 1969 à 1971.
- X 4500 du dépôt de Lyon-Vaise de 1972 à 1973.
- X 72500 du dépôt de Lyon-Vaise, de 1998 à 2009.
- X 73500 du dépôt de Lyon-Vaise, de 1999 à ce jour.

### Ouvrages liés aux références
- François Palau et Maguy Palau, Le rail en France : Le Second Empire, t. 1 : 1852 - 1857, Paris, Palau, 1998, 215 p. (ISBN 2-950-94211-3).

### Autres ouvrages
- La France des gares, collection Guides Gallimard, 2001.
- Jacques Defrance, Le matériel moteur de la SNCF, Éditions N.M., Paris, 1969 ; 1978.
- Lucien Maurice Vilain, L'évolution du matériel moteur et roulant de la Cie Paris-Lyon-Méditerranée (PLM), Éditions Vincent - Fréal et Cie, 1971.
- Jean-Marie Guétat, William Lachenal et Georges Muller, Du Tram au TAG, Éditions La Vie du Rail, 1987 Ouvrage relatant l'histoire des transports dans l'agglomération grenobloise.
- Henri Boyer et Patrice Bouillin, Les Voies ferrées du Dauphiné, éd. P. Bouillin, Grenoble, 1983.
- Jean-Chaintreau, Jean Cuynat et Georges Mathieu, Les Chemins de fer du PLM, Éditions La Vie du Rail et La Régordanne, 1993.
- Patricia et Pierre Laederich, André Jacquot et Marc GaydaHistoire du réseau ferroviaire français, Éditions de l'Ormet, Valignat, 1996.
- Maurice Mertens et de Jean-Pierre Malaspina, La légende des Trans-Europ-Express (TEE), Éditions LR-Presse, 2007.
- Bernard Collardey et André Rasserie, Les 141 P, de valeureuses Mikado, Éditions La Vie du Rail, 1999.
- Bernard Collardey et André Rasserie, Les 141R, ces braves américaines, Éditions La Vie du Rail, 1981.
- Patrice Bouillin, William Lachenal, André Presle et Denis Vuagnoux, Les dernières locomotives à vapeur d'Europe, Grenoble, P. Bouillin, 1978, 4-51 p..
- Revue : Le Train, avec numéro hors série « Les archives du PLM », tome 1, l'histoire de la Compagnie des origines à 1899, par Jean-Marc Dupuy, 2008.
- Revue : Le Train, avec numéro spécial 57 - 1/2009 « Les trains des Alpes », par Jean Tricoire, avril 2009.
- Revue : Voies ferrées, article de William Lachenal sur « La saga des Nez de cochon » sur les autorails Decauville, des séries X 52000 et X 52100 du Centre Autorails de Grenoble, no 1, septembre-octobre 1980.
- Revue : Voies ferrées, article sur les autorails panoramiques de la série X 4200, no 10, mars-avril 1982.
- Revue : Voies ferrées, article de William Lachenal sur « Les atouts d'un raccordement » (CEVA) avec présentation de la ligne du « Sillon Alpin » de Valence à Genève via Grenoble, no 11 de mai-juin 1982.
- Revue : Connaissance du Rail, article de William Lachenal sur « Le Sillon Alpin ligne Valence - Grenoble - Genève », p. 42-51, numéro 302-303, octobre-novembre 2006.
- Revue : Voies ferrées, avec article « Un nom, un train : Le Rhodanien », par Jean-Pierre Malaspina, p. 48-49, no 167, mai-juin 2008.
- Journal : Le Dauphiné libéré hors-série « Mémoire d'ici » no 9, juin 2002, « la grande épopée du rail » dans la région Rhône-Alpes.
- Quotidien Le Dauphiné libéré : différents articles sur le rail et la gare de Grenoble, de 1955 à 2008.
- Hebdomadaire : La Vie du rail : plusieurs articles de 1955 à 2008, dont ceux sur le rail à Grenoble de 1967 et 1968.
- Indicateurs horaires SNCF de 1938 à 2005.
- Archives de l'ancien dépôt de Grenoble des origines à 1970.
- Documents émis par : AEDTF, SNCF, RFF, Archives de l'ancien dépôt SNCF de Grenoble, Région Rhône-Alpes, Conseil Général de l'Isère, Le Dauphiné libéré, La Vie du rail, Voies Ferrées, Le Train, Connaissance du Rail, Rail Passion, Histoire du réseau ferroviaire français, etc.
- Le Sillon Alpin Sud: Mariano Florès, Presses et Editions Ferroviaires.